# Tvrdý luh

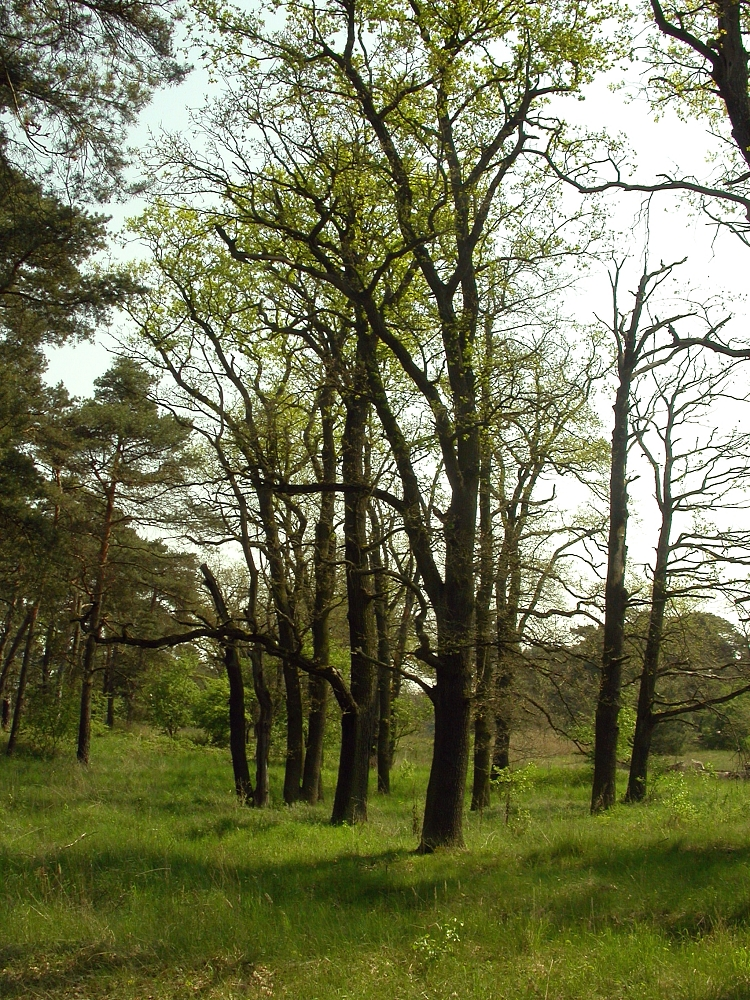
Dubový porost.

Tvrdý luh je typ lužního lesa, kde dominují stromy s tvrdým dřevem, hlavně dub letní, jasany či jilmy. Odtud jméno tvrdý luh. Jedná se o pravidelně či epizodicky zaplavovaný les (pokud tomu nebrání regulace), který je méně ovlivněný proudem řek a záplavová voda zde stagnuje kratší čas než v případě tzv. měkkých luhů a hladina spodní vody je více než 1 m pod povrchem.

## Rozšíření v Česku
Tvrdý luh v České republice můžeme najít převážně v nivách velkých nížinných řek, v Čechách hlavně v Polabí (popř. podél nejdolnějších částí některých přítoků Labe, např. Vltava, Ohře), na Moravě je to hlavně v nivách řek Dyje a Morava, popř. podél nejdolnějších částí jejich přítoků, na severu také podél Odry. Vyskytuje se rovněž na svahových prameništích od nížin až do hor.

## Historie biotopu
Tvrdý luh v současné podobě existuje teprve od středověku. Ve starších dobách se podél řek tato společenstva vyskytovala jen omezeně. Souvisí to se středověkým osídlením a vykácením vyšších poloh území. Následkem toho došlo k zesílení intenzity a četnosti záplav a k mohutnému ukládání povodňových hlín bohatých na živiny. To umožnilo vznik tvrdého luhu.

## Biologická charakteristika
Kromě výše zmíněných stromových dominant v tvrdém luhu hojně rostou olše lepkavá (ve vyšších polohách olše šedá), javor babyka, javor mléč, střemcha obecná, na jižní Moravě vzácně jasan úzkolistý. Byliné patro je tvořeno druhy snášejícími pravidelné záplavy. Výrazně bývá vyvinut jarní aspekt tvořený kvetoucími sasankami, dymnivkami, orseji či blatouchy.

## Fytocenologická klasifikace
Tvrdé luhy fytocenologicky spadají do třídy Carpino-Fagetea (Mezofilní a vlhké opadavé listnaté lesy), kde vytvářejí svaz Alnion incanae s následujícími porostními asociacemi:
- LBA01 Alnetum incanae – Devětsilové olšiny s olší šedou
- LBA02 Piceo abietis-Alnetum glutinosae – Smrkové olšiny
- LBA03 Carici remotae-Fraxinetum excelsioris – Prameništní jasanové olšiny
- LBA04 Stellario nemorum-Alnetum glutinosae – Potoční ptačincové olšiny
- LBA05 Pruno padi-Fraxinetum excelsioris – Střemchové jaseniny
- LBA06 Ficario vernae-Ulmetum campestris – Středoevropské tvrdé luhy nížinných řek
- LBA07 Fraxino pannonicae-Ulmetum glabrae – Panonské tvrdé luhy nížinných řek s jasanem úzkolistým